# Vojtja
Vojtja eller  Voijtjajaure, även  Vojtjajaure, är en sjö i Storumans kommun i Lappland och ingår i Umeälvens huvudavrinningsområde. Sjön är 44,9 meter djup och har en yta på 5,841 kvadratkilometer.
Vid sjön finns Voijtjajaure kapell, invigt 1933.